# Gérard Lopez (homme d'affaires)
Pour les articles homonymes, voir Gerard Lopez et Lopez.
Gérard Lopez, né le 27 décembre 1971 à Esch-sur-Alzette au Luxembourg, est un entrepreneur-investisseur et un homme d'affaires hispano-luxembourgeois. Il est le fondateur de plusieurs sociétés d'investissement dans le secteur de l'énergie et des technologies, notamment avec la création de Mangrove Capital dans les années 1990 et son investissement dans Skype dès 2003.
Il détient aujourd'hui le Football Club des Girondins de Bordeaux et le Boavista FC. Il a été le président de l'écurie Lotus F1 Team de 2009 à 2015 et du club de football LOSC Lille de 2017 et 2020. 

## Biographie
Gérard Lopez est diplômé de l'université Miami en systèmes intégrés de gestion et en gestion opérationnelle. Il possède également un Graduat en arts asiatiques. À l'âge de 22 ans, il commence par gérer un certain nombre d'entreprises dont une société pionnière dans le développement internet, Icon Solutions suivie par l'entreprise de leasing ProLease. Gérard Lopez est un investisseur actif dans différentes catégories de fonds privés, allant des entreprises technologiques en démarrage aux investissements immobiliers.
Dans les années 1990, Gérard Lopez cofonde Mangrove Capital Partners  avec Mark Tluszcz (en) et Hans Jurgen Schmitz. Elle est la première à investir dans Skype avant de vendre la startup à eBay en 2005 pour un montant total de près de 4,1 milliards de dollars.
En 2008, il fonde, avec Éric Lux, Genii Capital, une société de conseil financier et de gestion des investissements privés. Gérard Lopez siège aux conseils d'administration de Wix, Zink Imaging et Lotus F1 Team tout en étant membre du comité consultatif de l'école de commerce de l'université de Miami.
En juin 2014, Gérard Lopez, président de Rise Capital, signe un accord avec le gouverneur du district autonome de Iamalo-Nénétsie – plus large réserve de gaz au monde – et un représentant du président russe Vladimir Poutine, permettant à Rise de devenir un partenaire clé pour attirer des investissements en provenance d’Asie et du Moyen-Orient dans la région. Depuis, Rise a construit un portefeuille de projets dans le secteur de l’énergie et des infrastructures dans le district autonome de Iamalo-Nénétsie de plus de 12 milliards de dollars,. À la suite de l'invasion de l'Ukraine, il a revendu ses participations à un fonds suédois.
En 2015, il fonde et préside Nekton, une entreprise d'investissement et de courtage dans le domaine de l'énergie, active en Amérique du Sud, en Afrique, en Asie et en Europe de l'Est.
Il annonce la création d'un consortium autour des cryptos et du web 3.0, The Lydian Group en juin 2022, dont il est le CEO.
Le cabinet Genii Capital, dont Gérard Lopez est le cofondateur avec Éric Lux, serait impliqué dans les Panama Papers à travers sa filiale Gravity Sport Management. Le Consortium International des Journalistes d'Investigation (ICIJ) a publié un communiqué indiquant : « Aucun acte répréhensible n'est allégué par l'ICIJ : Il existe des utilisations légitimes des sociétés et des trusts offshore. Nous n'avons pas l'intention de suggérer ou d'impliquer que des personnes, des sociétés ou d'autres entités figurant dans la base de données Offshore Leaks de l'ICIJ ont enfreint la loi ou agi de manière inappropriée ».

## Sports
Gérard Lopez, passionné de sport, commence à s'impliquer dans le sport automobile par le biais des opérations qu'il effectue avec Eric Lux, notamment via la société Gravity Sport Management. Il a également participé à des courses d'endurance par le biais de l'équipe Gravity Racing International.
En 2009, il rachète l'écurie de Formule 1 Lotus F1 Team. Genii Capital est alors propriétaire majoritaire de l’écurie. Bien que l'écurie soit soutenue par les géants Microsoft, Unilever et Coca-Cola, elle connaît toujours des difficultés financières et la majorité du capital est revendu à Renault en 2015 pour le même montant,. L'entreprise de Gérard Lopez et Eric Lux reste cependant propriétaire de 10 % de l'écurie, qui seront revendus en 2022 pour 18 millions d'euros.
Gérard Lopez, au travers des sociétés Kick Partners et Mangrove Sport Business Intelligence, s’occupe de l’image et du placement de joueurs dans des clubs de football. L'homme d'affaires est également président du club sportif de football Club Sportif Fola Esch de 2007 à 2017 pour lequel il a joué lorsqu'il était adolescent.
En 2015, Gérard Lopez et ses équipes étudient le championnat français de Ligue 1 en vue d'une acquisition. Le 16 octobre 2016, Gérard Lopez est entré en négociations exclusives avec le président Michel Seydoux pour le rachat du LOSC Lille dont il devient officiellement propriétaire et président le 26 janvier 2017,.
En 2017, une enquête commune de Mediacités, Mediapart et France 3 Hauts-de-France dans le cadre des Football Leaks assure que le rachat du LOSC par Gérard Lopez s'est fait à travers une holding immatriculée aux îles Vierges britanniques, inscrits sur la liste noire des paradis fiscaux.
En 2019, selon une nouvelle enquête, Marc Ingla et Gérard Lopez auraient aidé le club anglais de Manchester City à contourner le fair-play financier en dissimulant des investissements sur des joueurs.
En juillet 2020, il devient propriétaire du Royal Excel Mouscron, club de football belge qui évolue en première division. Le club annonce sa faillite le 31 mai 2022.
En décembre 2020, en raison d'une dette de plus de 120 millions d'euros vis-à-vis d'Elliott Management, il cède le club lillois à Callisto Sporting SARL, une filiale du fonds d'investissement luxembourgeois Merlyn Partners. L'homme d'affaires est soupçonné de détournement de fonds lors du transfert de Victor Osimhen à Naples.
En juin 2021, il entame une procédure d'achat du club de football des Girondins de Bordeaux, alors que le club est à la limite du dépôt de bilan,. Mais le club descend en Ligue 2 en 2022 et, après avoir échoué à retourner en Ligue 1 en raison de l'acte d'un individu dans le stade au cours de la dernière journée de ligue 2 en 2023, le club voit ses problèmes financiers prendre le dessus durant l'été 2024, le club étant relégué administrativement en National. Le club faisant appel, il bénéfice de deux semaines pour finaliser la cession et apporter les 30 à 40 millions d'euros nécessaires pour repartir en Ligue 2. Le 25 juillet, la perte du statut professionnel est confirmée, signifiant la fin des contrats des joueurs et la fermeture du centre de formation. Le club annonce dans un communiqué, le dépôt de bilan auprès du Tribunal de Commerce de Bordeaux. Le 1er août 2024, la Commission fédérale de contrôle des clubs de la DNCG annonce la rétrogradation administrative du club en National 2,,.

## Affaires judiciaires

### Blanchiment d'argent
Lopez et Lux sont soupçonnés de blanchiment d'argent concernant un transfert présumé de 2 000 000 € entre l'écurie Lotus F1 Team, le Club sportif Fola Esch et la société Lynx Investements United, basée à Hong Kong,.
En juin 2022, ils sont inculpés pour faux et usage de faux au Luxembourg. Gérard Lopez conteste ces infractions.

### Affaire Karim Saada
En novembre 2024, il est condamné par la justice française à dix mois d’emprisonnement avec 45 000 euros d’amende pour « complicité d’exercice illégal de la profession d’agent sportif sans licence valable et non déclaration d’embauche d’un collaborateur ».
Cela fait référence à l’affaire Karim Saada, embauché au Losc le 1er octobre 2017, dont Gérard Lopez était le président de 2017 à 2020, mais seulement régularisé le 26 mars 2018. Selon le journal L’Équipe, Saada a également été condamné à 10 mois d’emprisonnement avec sursis et 5 000 euros d’amende pour « exercice illégal de la profession d’agent sportif sans licence valable ».